# Abbé de Pradt
Abbé Dominique G. F. de Rion de Prolhiac Dufour (tudi Fourt de Pradt), francoski nadškof in veleposlanik, * 23. april 1759, Allanches, Auvergne, † 18. marec 1837, Pariz.
Leta 1804 je postal Napoleonov tajnik, naslednje leto škof Poitiers in leta 1808 nadškof Malinesa.
Leta 1812 je bil imenovan za veleposlanika v Varšavi, kjer je pripravljal konkordat iz leta 1813.